# 54983 Simone
54983 Simone è un asteroide della fascia principale. Scoperto nel 2001, presenta un'orbita caratterizzata da un semiasse maggiore pari a 2,5607962 au e da un'eccentricità di 0,1522875, inclinata di 0,29294° rispetto all'eclittica.